# 26 апреля
26 апреля — 116-й день года (117-й в високосные годы) по григорианскому календарю.
До конца года остаётся 249 дней.
До 15 октября 1582 года — 26 апреля по юлианскому календарю, с 15 октября 1582 года — 26 апреля по григорианскому календарю.
В XX и XXI веках соответствует 13 апреля по юлианскому календарю.

## Праздники и памятные дни
См. также: Категория:Праздники 26 апреля

### Международные
- ООН — Международный день интеллектуальной собственности (2001).
- ООН — Международный день памяти о чернобыльской катастрофе (1986).
- Международный день пилота (2014).

### Национальные
- Армения — День пограничника[2].
- Россия,  Украина — День памяти погибших в радиационных авариях и катастрофах (1986).
- Россия — День снайпера[3].
- Россия — День нотариата[4] (2007).
- Россия
  -  Марий Эл — День национального героя (1990)[5].
  -  Татарстан — День родного языка[6].
- Танзания — День объединения (1964).

### Религиозные

#### Католицизм
- Память Клета, папы римского.
- Память Марцелина, папы римского.

#### Православие[7][8][9]
- Память священномученика Артемона, пресвитера Лаодикийского (303);
- Память мученика Крискента Мирликийского;
- Память мученицы Фомаиды Александрийской (Египетской) (476)[10];
- Память преподобномученицы Марфы (Тестовой), инокини (1941).

## События
См. также: Категория:События 26 апреля

### До XVIII века
- 1164 — во Владимире князь Андрей Боголюбский построил по образцу ворот киевских Золотые ворота и закончил строительство крепостных стен Владимира.
- 1336 — Франческо Петрарка с братом поднялся на гору Ванту[11].
- 1478 — во Флоренции в результате заговора Пацци против семьи Медичи ранен Лоренцо Медичи и убит его брат, Джулиано.
- 1607 — на мысе Генри (Вирджиния) высадились первые в Америке английские поселенцы.

### XVIII век
- 1783 — тринадцатилетний Людвиг ван Бетховен назначен музыкантом клавишных инструментов придворного оркестра в Бонне.
- 1795 — Россия присоединила Курляндию.
- 1798 — Франция аннексировала Республику Женева.
- 1799 — началось сражение на реке Адде. Битва проходила между русско-австрийскими войсками под командованием А. В. Суворова и французской армией под командованием Ж. В. Моро. Битва стала первой крупной победой союзников в ходе Итальянского похода Суворова.

### XIX век
- 1803 — тысячи фрагментов метеорита упали в районе города Л’Эгль. Событие убедило европейских учёных в существовании метеоритов.
- 1828 — Российская империя объявила войну Османской империи.
- 1860 — Вад-Расским договором окончилась Африканская война между Королевством Испания и Марокканским султанатом.
- 1863
  - Январское восстание: победа польских повстанцев над императорскими войсками в Битве под Новой Весью.
  - в Мариинском театре впервые исполнена опера украинского композитора Семёна Степановича Гулак-Артемовского «Запорожец за Дунаем»[12].
- 1865 — Гражданская война в США: генерал Конфедерации Джозеф Джонстон сдался вместе с армией генералу Союза Уильяму Шерману.
- 1879 — покушение на Российского императора Александра II[13]. Террорист Александр Соловьёв 5 раз выстрелил в императора из револьвера, но промахнулся.

### XX век
- 1903 — баскскими студентами основан испанский футбольный клуб «Атлетико Мадрид».
- 1915 — Первая мировая война: подписание Лондонского договора между Италией и странами Антанты.
- 1920 — провозглашена Хорезмская Народная Советская Республика.
- 1921 — в Лондоне на улицах появился первый полицейский патруль на мотоцикле.
- 1923 — в Вестминстерском аббатстве будущий король Георг VI женился на Елизавете Боуз-Лайон.
- 1925 — избрание фельдмаршала Пауля фон Гинденбурга президентом Веймарской республики.
- 1926 — Сталин в письме к Кагановичу подверг критике националистическую политику Хвылевого и Шумского на Украине[значимость факта?].
- 1933 — в нацистской Германии создано гестапо.
- 1934 — в Харбине произошло объединение ВФО и РФП и создание Всероссийской фашистской партии.
- 1936 — в советской милиции введены персональные звания.
- 1937 — бомбардировка Герники германской и итальянской авиацией во время войны в Испании.
- 1942 — при аварии на шахте в Бэньси погибло 1547 человек[14].
- 1944
  - Нападение на конвой «Такэ Ити».
  - Британские агенты при поддержке греческих партизан похитили на Крите немецкого генерала Генриха Крайпе.
- 1954 — Верховный Совет СССР утвердил указ своего Президиума о передаче Крымской области из состава РСФСР в состав Украинской ССР и внёс соответствующие изменения в Конституцию СССР.
- 1964 — объединение Танганьики и Занзибара в Республику Танзанию.
- 1965 — 9 мая (День Победы) в СССР снова стал нерабочим днём[15] (в 1948—1964 гг. был рабочим днём).
- 1966 — произошло разрушительное Ташкентское землетрясение силой 8 баллов.
- 1977 — в Нью-Йорке открылся культовый ночной клуб «Студия 54».
- 1978 — началось строительство Северомуйского тоннеля.
- 1983 — лидер СССР Ю. В. Андропов пригласил в Советский Союз американскую девочку Саманту Смит.
- 1985 — восстание в лагере Бадабер.
- 1986 — авария на Чернобыльской АЭС, одна из крупнейших техногенных катастроф в истории человечества.
- 1991
  - Верховный Совет РСФСР принял закон «О реабилитации репрессированных народов», в котором предусматривалась территориальная реабилитация.
  - В Риге открылся первый Международный фестиваль сатиры и юмора, посвящённый 80-летию Аркадия Райкина — «Море смеха-91».
- 1993 — катастрофа Boeing 737 под Аурангабадом (Индия), 55 погибших.
- 1994
  - Американские учёные из Национальной лаборатории им. Ферми представили доказательства того, что ими обнаружен последний, шестой кварк (Top или t-кварк), поиск которого вёлся в течение 20 лет.
  - Катастрофа A300 в Нагое, погибли 264 человека.
  - Начались парламентские выборы в ЮАР, на которых победил Африканский национальный конгресс Нельсона Манделы.
- 1999 — компьютерный вирус «Чернобыль» поразил, по разным оценкам, до полумиллиона компьютеров по всему миру.
- 2000 — сборная Андорры по футболу добилась первой в своей истории победы (над Беларусью — 2:0).

### XXI век
- 2002 — массовое убийство в гимназии Гутенберг в немецком Эрфурте, 17 погибших.
- 2003 — после 12-летнего перерыва российская экспедиция подняла триколор в центральной Арктике — на станции, расположенной на дрейфующей льдине в 150 км от Северного полюса.
- 2015 — президентские выборы в Казахстане: находящийся у власти с 1991 года Нурсултан Назарбаев набрал 97,75 % голосов.
- 2019 — в широкий прокат в США вышел один из самых кассовых фильмов в истории «Мстители: Финал», собравший 2,8 млрд долларов.
- 2022 — массовое убийство в Вешкайме, погибли 5 человек, включая 2 детей.
- 2025 — Россия на официальном уровне признала участие северокорейских военных в боевых действиях на своей стороне в ходе российско-украинского конфликта

## Родились
См. также: Категория:Родившиеся 26 апреля

### До XIX века
- 121 — Марк Аврелий (ум. 180), римский император (161—180), философ.
- 570 — Мухаммед (ум. 632), арабский религиозный и политический деятель, центральная фигура в исламе.
- 1538 — Джованни Паоло Ломаццо (ум. 1592), итальянский живописец, поэт, теоретик и историк искусства.
- 1575 — Мария Медичи (ум. 1642), королева Франции (1600—1610).
- 1696 — Михаил Чарторыйский (ум. 1775), князь, государственный деятель Речи Посполитой.
- 1710 — Томас Рид (ум. 1796), основатель шотландской школы философии «здравого разума».
- 1782 — Мария Амалия Неаполитанская (ум. 1866), принцесса Неаполя и Сицилии, супруга короля Франции Луи-Филиппа I.
- 1785 — Джон Джеймс Одюбон (ум. 1851), американский натуралист, орнитолог и художник-анималист.
- 1787 — Людвиг Уланд (ум. 1862), немецкий поэт-лирик и филолог, основоположник германистики.
- 1794 — Андрей Шёгрен (ум. 1855), русский филолог шведского происхождения, историк, археолог, этнограф и путешественник.
- 1798 — Эжен Делакруа (ум. 1863), французский живописец и график.

### XIX век
- 1803 — Иван Кулжинский (ум. 1884), украинский прозаик, поэт и педагог.
- 1812 — Альфред Крупп (ум. 1887), немецкий промышленник и изобретатель, создатель металлургического и машиностроительного концерна «Крупп».
- 1826 — Эмброуз Рэнсом Райт (ум. 1872), генерал армии Конфедерации во время Гражданской войны в США.
- 1829
  - Теодор Бильрот (ум. 1894), немецкий хирург, один из основоположников абдоминальной хирургии.
  - Григорий Данилевский (ум. 1890), российский исторический писатель.
- 1830 — Пётр Капнист (ум. 1898), русский писатель, драматург, поэт.
- 1840 — Пётр Алексеев (ум. 1891), русский химик-органик.
- 1841 — Юлиус Зейер (ум. 1901), чешский писатель.
- 1849 — Феликс Клейн (ум. 1925), немецкий математик и педагог.
- 1859 — великий князь Николай Михайлович (расстрелян в 1919), генерал от инфантерии, лепидоптеролог и историк, внук российского императора Николая I.
- 1874 — Инесса Арманд (урожд. Элизабет Пешё д’Эрбанвилль; ум. 1920), деятельница российского революционного движения, соратница В. И. Ленина.
- 1879
  - Эрик Кэмпбелл (ум. 1917), британский и американский актёр-комик эпохи немого кино, «Голиаф» Чаплина.
  - Оуэн Уилланс Ричардсон (ум. 1959), английский физик, лауреат Нобелевской премии (1928).
- 1885 — Пётр Новицкий (ум. 1942), фотограф и кинооператор, один из основоположников советского документального кино.
- 1886
  - Ма Рейни (наст. имя Гертруда Приджетт; ум. 1939), американская певица, «мать блюза».
  - Габдулла Тукай (ум. 1913), татарский народный поэт, литературный критик, публицист и переводчик.
- 1889 — Людвиг Витгенштейн (ум. 1951), австрийский философ, основатель математической логики.
- 1890
  - Николай Зеров (расстрелян в 1937), украинский советский поэт, литературовед, критик и переводчик, профессор.
  - Сергей Конобеевский (ум. 1970), советский физик, член-корреспондент АН СССР.
- 1893 — Анита Лус (ум. 1981), американская сценаристка, драматург и писательница, автор романа «Джентльмены предпочитают блондинок».
- 1894 — Рудольф Гесс (ум. 1987), личный секретарь Адольфа Гитлера (с 1925 г.), в 1933—1941 гг. — заместитель фюрера.
- 1897
  - Дуглас Сёрк (урожд. Ханс Детлеф Сирк; ум. 1987), немецкий и американский кинорежиссёр датского происхождения.
  - Ольга Чехова (ум. 1980), русская и немецкая актриса театра и кино, государственная актриса нацистской Германии.
- 1898
  - Висенте Алейсандре (ум. 1984), испанский поэт, лауреат Нобелевской премии (1977).
  - Джон Грирсон (ум. 1972), шотландский и канадский кинорежиссёр-документалист, сценарист, продюсер, оператор.
- 1900 — Чарльз Фрэнсис Рихтер (ум. 1985), американский физик и сейсмолог, разработавший шкалу для оценки силы землетрясений.

### XX век
- 1905 — Жан Виго (ум. 1934), французский кинорежиссёр.
- 1909 — Павел Головин (погиб в 1940), первый советский лётчик, пролетевший над Северным полюсом, Герой Советского Союза.
- 1910 — Томоюки Танака (ум. 1997), японский кинопродюсер и кинорежиссёр, автор серии фильмов о Годзилле.
- 1912 — Альфред ван Вогт (ум. 2000), американский писатель-фантаст.
- 1914 — Бернард Маламуд (ум. 1986), американский писатель и педагог.
- 1916 — Моррис Вест (ум. 1999), австралийский писатель, драматург, публицист.
- 1918 — Фанни Бланкерс-Кун (ум. 2004), нидерландская легкоатлетка, 4-кратная олимпийская чемпионка (1948).
- 1925 — Юрген Ингманн (ум. 2015), датский гитарист, победитель конкурса «Евровидение» 1963 года в дуэте с женой Гретой.
- 1932
  - Франсис Лей (ум. 2018), французский композитор, кинокомпозитор, лауреат премии «Оскар».
  - Майкл Смит (ум. 2000), канадский биохимик, лауреат Нобелевской премии (1993).
- 1933 — Арно Аллан Пензиас (ум. 2024), немецко-американский астрофизик, лауреат Нобелевской премии (1978).
- 1937 — Владимир Фирсов (ум. 2011), советский и российский поэт и переводчик.
- 1938
  - Нино Бенвенути (ум. 2025), итальянский боксёр в полусреднем и среднем весе, олимпийский чемпион (1960), двукратный чемпион Европы (1957 и 1959).
  - Михаил Резникович, советский и украинский театральный режиссёр, директор драмтеатра имени Леси Украинки.
  - Дуэйн Эдди, американский гитарист и композитор, лауреат премии «Грэмми».
- 1939 — Владислав Дворжецкий (ум. 1978), советский актёр театра и кино.
- 1940 — Джорджо Мородер, итальянский композитор, продюсер, один из «отцов» музыки диско.
- 1942 — Святослав Бэлза (ум. 2014), советский и российский музыковед, литературовед, критик, конферансье, телеведущий, народный артист РФ.
- 1954 — Дмитрий Киселёв, советский и российский журналист, телеведущий.
- 1956 — Александр Клюквин, советский и российский актёр, официальный голос телеканала РТР/Россия.
- 1958 — Джанкарло Эспозито, американский актёр театра, кино, телевидения и озвучивания.
- 1961
  - Галина Беляева, советская и российская актриса театра и кино, заслуженная артистка РФ.
  - Александр Заваров, советский и украинский футболист, серебряный призёр Евро-1988, обладатель Кубка кубков 1985/86.
  - Джоан Чэнь, американская актриса кино и телевидения, кинорежиссёр.
- 1962 — Наско Сираков, болгарский футболист.
- 1963
  - Джет Ли (наст. имя Ли Ляньцзе), китайский и сингапурский киноактёр, мастер ушу.
  - Борис Надеждин, российский политик, бывший депутат Госдумы РФ.
- 1970 — Мелания Трамп, американская фотомодель и дизайнер, супруга 45-го президента США Дональда Трампа.
- 1972 — Николай Луганский, пианист, солист Московской государственной филармонии, народный артист России.
- 1977 — Джейсон Эрлз, американский актёр кино и телевидения.
- 1980
  - Джордана Брюстер, американская актриса кино и телевидения, модель.
  - Ченнинг Татум, американский актёр, продюсер и модель.
- 1985
  - Джон Изнер, американский теннисист, бывшая восьмая ракетка мира.
  - Ида Ингемарсдоттер, шведская лыжница, олимпийская чемпионка в эстафете (2014).
- 1986 — Александр Коваленко, российский гребец-каноист, чемпион мира (2017) и Европы (2013, 2017).
- 1991 — Йорген Гробак, норвежский двоеборец, 4-кратный олимпийский чемпион (2014, 2022).
- 1994 — Даниил Квят, российский автогонщик, пилот «Формулы-1».
- 1997 — Кирилл Капризов, российский хоккеист, олимпийский чемпион (2018).

### XXI век
- 2006 — Камила Валиева, российская фигуристка, выступающая в одиночном катании.

## Скончались
См. также: Категория:Умершие 26 апреля

### До XX века
- 1566 — Диана де Пуатье (р. 1499), возлюбленная и официальная фаворитка французского короля Генриха II.
- 1660 — Фернандо д’Альмейда, португальский композитор.
- 1856 — Пётр Чаадаев (р. 1794), русский религиозный философ, писатель, общественный деятель и публицист.
- 1873 — Владимир Бенедиктов (р. 1807), русский поэт.
- 1883 — Наполеон Орда (р. 1807), белорусский, литовский и польский литератор, композитор, музыкант, художник.

### XX век
- 1910 — Бьёрнстьерне Бьёрнсон (р. 1832), норвежский писатель, лауреат Нобелевской премии (1903).
- 1920 — Сриниваса Рамануджан Айенгор (р. 1887), индийский математик.
- 1926 — Жюль Жильерон (р. 1854), швейцарский языковед, родоначальник «лингвистической географии».
- 1931 — Джордж Герберт Мид (р. 1863), американский философ, психолог и социолог.
- 1938 — Эдмунд Гуссерль (р. 1859), немецкий философ, основатель феноменологии.
- 1940 — Карл Бош (р. 1874), немецкий химик, лауреат Нобелевской премии (1931).
- 1945 — Павел Скоропадский (р. 1873), генерал, украинский военный и политический деятель, гетман Украины.
- 1946 — Герман Кайзерлинг (ур. 1880), немецкий философ и писатель.
- 1961 — Густав Учицки (р. 1899), австрийский кинорежиссёр, автор нацистских фильмов.
- 1968 — Джон Хартфилд (р. 1891), немецкий художник-дадаист, плакатист и декоратор.
- 1969 — Морихэй Уэсиба (р. 1883), основатель школы Айкидо.
- 1976 — Андрей Гречко (р. 1903), маршал Советского Союза, министр обороны СССР (1967—1976).
- 1979 — убит Владимир Ивасюк (р. 1949), украинский поэт и композитор, Герой Украины.
- 1982 — Овидиу Гологан (р. 1912), румынский кинооператор.
- 1984 — Уильям «Каунт» Бейси (р. 1904), американский джазовый пианист.
- 1986 — Герман Гмайнер (р. 1919), австрийский социальный педагог, автор и создатель детских деревень SOS.
- 1989 — Люсиль Болл (р. 1911), американская актриса, телепродюсер, героиня сериала «Я люблю Люси».
- 1991 — Кармайн Коппола (р. 1910), американский композитор, дирижёр, отец Фрэнсиса Копполы.
- 1994 — Масутацу Ояма (р. 1923), основатель стиля кёкусинкай в карате.
- 1997 — Валерий Ободзинский (р. 1942), эстрадный певец.

### XXI век
- 2002 — погиб Михаил Пташук (р. 1943), советский и белорусский кинорежиссёр.
- 2005
  - Аугусто Роа Бастос (р. 1917), парагвайский писатель.
  - Мария Шелл (р. 1926), австрийско-швейцарская актриса.
- 2007 — Уилбер Норман Кристиансен (р. 1913), австралийский астроном, пионер австралийской радиоастрономии
- 2012 — Лев Эрнст (р. 1929), советский биолог.
- 2017 — Джонатан Демми (р. 1944), американский кинорежиссёр, продюсер и сценарист.
- 2019 — Элина Быстрицкая (р. 1928), русская советская актриса и театральный педагог.
- 2020 — Джульетто Кьеза (р. 1940), итальянский журналист, писатель и общественный деятель.
- 2022 — Клаус Шульце (р. 1947), немецкий композитор и музыкант, один из основателей Берлинской школы электронной музыки.
- 2025 — Светлана Харлап (р. 1940), советская и российская актриса театра и кино, мастер озвучивания и дублирования.

## Приметы
- Шмели проснулись, зашумели[16].